# بخش بندون، شهرستان رنویل، مینه سوتا
بخش بندون (به انگلیسی: Bandon Township) یک منطقهٔ مسکونی در ایالات متحده آمریکا است که در شهرستان رنویل، مینه‌سوتا واقع شده‌است.
 بخش بندون ۹۴٫۷ کیلومتر مربع مساحت و ۲۰۲ نفر جمعیت دارد و ۳۲۰ متر بالاتر از سطح دریا واقع شده‌است.